# Thomaz Bellucci
Thomas Cocchiarali Bellucci (født 30. december 1987 i Tietê, Brasilien) er en brasiliansk tennisspiller, der blev professionel i 2005. Han har, pr. september 2010, vundet to ATP-turneringer, og hans bedste resultat i Grand Slam-sammenhæng er en plads i 4. runde ved French Open i 2010.
Bellucci er 188 cm. høj.